# Varvara (distrikt i Bulgarien, Burgas)
Varvara (bulgariska: Варвара) är ett distrikt i Bulgarien.   Det ligger i kommunen Obsjtina Tsarevo och regionen Burgas, i den östra delen av landet, 400 km öster om huvudstaden Sofia.
I omgivningarna runt Varvara växer i huvudsak lövfällande lövskog. Runt Varvara är det glesbefolkat, med 19 invånare per kvadratkilometer.